# 心太羈
《心太羈》（英語：Wilde）是一部1997年首映的英國傳記電影，以奧斯卡·王爾德成名後的感情及家庭生活為主題。此片由Brian Gilbert執導，史蒂芬·弗莱及裘德·洛等主演。
王爾德由史蒂芬·弗莱扮演，獲好評如潮，不少影評人更說弗莱樣子、性傾向及擁有寫作天份都跟王爾德差不多，簡直天生就應該飾演這個角色。

## 演員
- 史蒂芬·弗莱 飾 奧斯卡·王爾德
- 裘德·洛 飾 阿尔弗雷德·道格拉斯勋爵
- 湯·韋堅遜 飾 約翰·道格拉斯，第9代昆斯伯里侯爵（英语：John Douglas, 9th Marquess of Queensberry）
- 詹妮弗·艾莉 飾 康斯坦斯·勞埃德（英语：Constance Lloyd）
- 米高·辛 飾 羅比·羅斯（英语：Robbie Ross）
- 凡妮莎·蕾格烈芙 飾 珍·法蘭西絲卡·艾格尼絲·「史波蘭薩」，懷爾德爵士夫人（Jane Francesca Agnes "Speranza", Lady Wilde）
- Zoë Wanamaker（英语：Zoë Wanamaker） 飾 Ada Leverson（英语：Ada Leverson）
- 姬瑪·鍾斯（英语：Gemma Jones） 飾 昆斯伯里侯爵夫人（Sibyl Douglas, Marchioness of Queensberry）
- 艾恩·古福特 飾 約翰·格雷（John Gray，王爾德名著道林·格雷角色原型）
- 奥兰多·布鲁姆 飾 青少年男妓

## 反應

### 提名及獲獎
獲獎：
- Seattle International Film Festival Golden Space Needle Award for Best Actor —— 史蒂芬·弗莱
- Ivor Novello Award for Best Score (Debbie Wiseman, winner)

提名：
- 金球獎最佳劇情片男主角—— 史蒂芬·弗莱
- BAFTA Award for Best Actress in a Supporting Role (Jennifer Ehle and Zoë Wanamaker, nominees)
- Evening Standard British Film Award for Most Promising Newcomer —— 裘德·洛
- Evening Standard British Film Award for Best Technical/Artistic Achievement (Maria Djurkovic, nominee)
- Chlotrudis Award for Best Actor —— 史蒂芬·弗莱
- GLAAD Media Award for Outstanding Film (nominee)
- Satellite Award for Best Actor - Motion Picture Drama —— 史蒂芬·弗莱

## 外部連結
- Wilde
- AllMovie上《心太羈》的资料（英文）
- 互联网电影数据库（IMDb）上《心太羈》的资料（英文）
- Box Office Mojo上《心太羈》的資料（英文）
- 爛番茄上《心太羈》的資料（英文）